# 2404-es mellékút (Magyarország)
A 2404-es számú mellékút egy rövid, négy számjegyű mellékút Heves vármegyében.

## Nyomvonala
A 2131-es út kezdő körforgalmából ágazik ki; ugyanebbe a körforgalomba torkollik bele a 21-es főút jobb (keleti) pályatestjének két átkötő útja, a forgalmat Budapest felől levezető a 21 602-es, és a Salgótarján felé továbbvezető 21 603-as utak. (A bal pályatest átkötő útjai, a 21 604-es és a 21 605-ös már a 2131-es útba csatlakoznak bele.) Eredetileg a 21-esből ágazott ki szintben, ott, ahol a 2131-es is, de mióta a főút osztott pályás lett, közvetlenül nem találkozik vele.
Első száz méterein keresztezi a salgótarjáni vasutat, majd beletorkollik dél felől a 2403-as út Zagyvaszántó irányából, ezután pedig – még mindig csak körülbelül az 500. méterszelvényénél – átszeli a Szuha-patakot is. Az 1+700-as kilométerszelvénye előtt keresztezi a Zagyvát, majd beér Apc lakott területére. Eddig majdnem pontosan keleti irányba haladt, itt, a második kilométerénél viszont délkeletnek fordul, ugyanitt kiágazik belőle észak felé a 2405-ös út, amely érintve Jobbágyi Kisjobbágyi községrészét, a 21-es útba torkollik. Ötödik kilométere elérése előtt lép át Rózsaszentmártonba, ott ér véget, beletorkollva a 2402-es útba, kevéssel annak 9. kilométere előtt.
Az országos közutak térképes nyilvántartását szolgáló kira.gov.hu adatbázisa szerint a teljes hossza 6,284 kilométer.